# Bourse Wolfson
Pour les articles homonymes, voir Wolfson et Prix Wolfson.
La Bourse Wolfson ou Royal Society Wolfson Fellowship est une bourse attribuée par la Royal Society depuis 2000, elle était auparavant connue sous le nom de Royal Society Wolfson Research Merit Grant Award.
Elle est administrée par la Royal Society et financée conjointement par la Fondation Wolfson (en) et l'Office of Science and Technology britannique, afin de fournir aux universités un soutien financier supplémentaire pour attirer des chercheurs clés dans ce pays ou pour retenir ceux qui pourraient chercher à obtenir des salaires plus élevés ailleurs pour lutter contre la fuite des cerveaux. Elle est attribuée en quatre rondes annuelles, avec jusqu'à sept prix par tour.

## Récipiendaires
Les lauréats de cette bourse (par ordre alphabétique) sont : 
- Nemkumar Banthia (en)
- Sue Black[4]
- Samuel L. Braunstein (en)
- Peter Buneman (en)
- Jon Butterworth (en)
- Michael Cant (d) (2015)
- José A. Carrillo (en) (2012)
- Ken Carslaw (en)
- Marianna Csörnyei (2002)
- Candace Currie (d) (2015)
- Nicholas Dale (d) (2015)
- Christine Davies
- Roger Davies (en)
- René de Borst (en)
- Nora de Leeuw (en)
- Claudia de Rham (2016)
- Jonathan Essex (d)
- Ernesto Estrada (en)
- Wenfei Fan (en)
- Andrea C. Ferrari (en)
- Matthew J. Gaunt (d) (2015)
- Georg Gottlob
- Andrew Granville (2015)
- Peter Green
- Ruth Gregory (2011)
- Martin Hairer
- Edwin Hancock (en)
- Mark Handley (en)
- Gregory Hannon (en) (2015)
- Desmond Higham (en) (2012)
- Nicholas Higham
- Brad Karp
- Jonathan Keating (2014)
- Rebecca Kilner (en) (2015)
- Daniela Kühn (2015)
- Kevin Laland (en)
- Alistair Pike (d)
- Ari Laptev
- Tim Lenton
- Malcolm Levitt (en)
- Stephan Lewandowsky (en)
- Leonid Libkin (en)
- William Lionheart[5]
- Jonathan Lloyd (2015)
- Andrew Peter Mackenzie (en)
- Vladimir Marković
- Robin May (d) (2015)
- James Maynard (2017)[6]
- Paul Milewski
- E.J. Milner-Gulland (en)
- Tim Minshull (2015) [5]
- André Neves (2015)
- Peter O'Hearn[7]
- Andrew Orr-Ewing (en) (2006)
- Fabrice Pierron (d)[8]
- Gordon Plotkin
- Adrian Podoleanu (d) (2015)
- David Richardson (en)
- Gareth Roberts (en) (2015)
- Alexander Ruban (2015)
- Bill Rutherford (en)
- Daniela Schmidt (d) (2015)
- Ted Shepherd (en)
- Steven H. Simon (en)
- Nigel Smart (en)
- John Smillie (2015)
- Peter Smith (en) (2008)
- John Speakman (en)
- David Stephenson (2015)
- Kate Storey (d) (2015)
- Andrew Taylor (2015)
- Françoise Tisseur (2014)
- Richard Thomas (2010)
- Benjamin Willcox (2015)
- Tim Wright (2015)
- Ziheng Yang (en)
- Nikolay Zheludev (en)